# Comics pour adultes

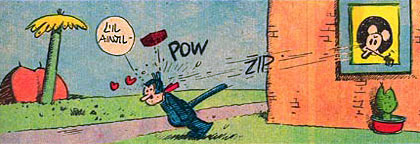
Krazy Kat comics - George Herriman, 1937

Les comics pour adultes regroupent les bandes dessinées américaines qui ne sont pas destinées aux plus jeunes. En effet, après 1954 et l'instauration du Comics Code, les auteurs n'avaient plus le droit d'écrire ou dessiner des histoires qui pourraient choquer les enfants. C'est seulement à partir des années 1960, avec le développement des comics underground, que des auteurs ont publié des récits dans lesquels pouvaient se trouver la consommation de drogue, la sexualité, la violence. En effet, vendus dans d'autres circuits de distribution, ils n'étaient pas destinés aux enfants et d'ailleurs, ils portaient souvent un avertissement les réservant aux adultes. Depuis, même les éditeurs grands publics proposent des comics destinés à un public adulte. Les éditeurs indépendants et surtout alternatifs s'adressent volontiers à ce même lectorat.

## Historique

### Avant la seconde guerre mondiale
En 1938, les premiers comic books sont publiés. Ils reprennent des comic strips parus précédemment dans des journaux qui peuvent être lus par toute la famille. Aucun classification n'est présente puisque les comic books ne visent pas particulièrement une tranche d'âge. Dans les faits, ces magazines sont surtout lus par les enfants. Les seules bandes dessinées réservées aux adultes se vendent sous le manteau. Les bibles de Tijuana sont de courtes bandes dessinées de huit pages parodiant des célébrités ou des personnages de comics dans des histoires pornographiques.
Lorsque les comic books commencent à proposer des séries originales, ils ne visent toujours pas un public en particulier même si le lectorat est surtout enfantin.

### Après guerre
Alors que les comics de super-héros étaient les plus vendus jusqu'à la fin de la guerre, ils sont ensuite remplacés par les comics policiers et d'horreur. Voyant cela, alors que déjà elles condamnaient les comics pour la mauvaise influence qu'ils pourraient avoir sur la jeunesse, les ligues de vertu cherchent à mettre un terme à ce genre de bandes dessinées. Elles sont soutenues par le psychiatre Fredric Wertham qui dans son ouvrage Seduction of the Innocent présente les comics comme des objets nuisibles et dangereux pour la santé mentale des enfants. En effet, selon lui ces bandes dessinées montrent plus ou moins clairement des images sexuelles ou violentes, des représentations de crime, de drogue et de nombreux thèmes adultes.
En 1954, une commission sénatoriales enquête sur les liens possibles entre la hausse de la délinquance juvénile et les comics. Bien qu'aucune condamnation ne soit prononcée, les membres de la commission suggèrent qu'une instance de régulation soit créée par les éditeurs afin que les enfants ne soient pas en contact avec des comics qui ne leur conviennent pas. Certains éditeurs sautent sur l'occasion et fondent la Comics Code Authority qui édicte une série d'interdits et appose son sceau sur les comics qui lui sont présentés s'ils respectent ceux-ci. Les comics pour les plus jeunes comme ceux de Gold Key Comics qui publient des histoires enfantines, comme des adaptations de films ou de séries Disney, ne se soucient pas de l'approbation du Comics Code. En revanche, les éditeurs dont le lectorat était plus âgé comme DC Comics ou Marvel Comics suppriment les comics qui ne sont pas acceptables et édulcorent les autres. Enfin les éditeurs comme EC Comicsou Lev Gleason Publications qui s'étaient spécialisés dans l'horreur ou le policier ne peuvent plus vendre leurs comics et disparaissent.

### Underground
À partir de 1954, les comics s'adressent donc uniquement aux enfants. Cela restera le cas pour les comics mainstream pendant des décennies. Cependant, à côté de ceux-ci se développe, à partir des années 1960, un courant, les comics underground qui vise les jeunes adultes. D'abord publiées dans des journaux étudiants, ces bandes dessinées embrassent la contre-culture qui se développe sur les campus. Les thèmes abordés sont la drogue, la sexualité, la violence, la critique des valeurs de la société américaine. Tout cela ne pourrait être validé par le comics code mais comme ces comics underground ne sont pas vendus dans les drugstores ou les marchands de journaux mais dans des head shops, où sont vendus des produits liés à la consommation de drogue, ou chez des disquaires, ils ne se soucient pas de cette censure. De plus, ils arborent souvent sur la couverture un avertissement les adressant aux adultes.
Ainsi la bande dessinée pour adultes se développe dans les années 1970. Cependant en 1974, tout s'écroule pour des raisons judiciaires et économiques. L'underground disparaît.

### En dehors des comic books
Même si la bande dessinée américaine se retrouve surtout sous la forme de comic strips dans des journaux ou dans des comic books, elle est aussi présente sous d'autres formes. À part les deux sus-nommés, elle apparaît aussi dans des magazines qui eux aussi ne sont pas soumis à l'approbation du comics code. Des éditeurs vont profiter de cela pour publier des récits qui s'adressent à des adultes. Dès le milieu des années 1950, William Gaines transforme le comics Mad en magazine. Le contenu n'est pas aussi extrême que celui des comics underground mais il s'adresse à un lectorat plus âgé que celui des comics. À partir de 1964, Warren Publishing édite les revues Eerie, Creepy et Vampirella où l'érotisme et l'horreur sont de mise. Même Marvel Comics dans les années 1970 publie des revues de bandes dessinées pour adultes : la violence, les monstres comme Dracula y ont leur place et, dans Savage Sword of Conan the Barbarian, les personnages féminins à demi-nus sont courant.

### Indépendance
Au milieu des années 1970, la bande dessinée pour adultes connaît de nombreux bouleversements. La fin des comics underground, pour des raisons judiciaires et économiques, semblent annoncer la fin de ce genre de comics d'autant que les magazines disparaissent les uns après les autres. Toutefois, grâce à un nouveau système de vente de comics nommé le direct market, les auteurs qui ne veulent pas s'adresser seulement aux enfants ou adolescents peuvent trouver leur lectorat. En effet, le direct market permet à des magasins spécialisés dans la vente de comics de se développer. Pour les propriétaires de ces magasins, l'absence du sceau du comics code n'empêche pas la vente des séries. Comme le système de distribution est en place et qu'un lectorat potentiel existe, des auteurs vont autoéditer des œuvres plus adultes comme Dave Sim qui publie Cerebus. Des éditeurs underground s'adaptent et proposent des comics alternatifs et de nouveaux éditeurs indépendants se lancent sur le marché. Parmi tous ces nouveaux comics, tous ne sont pas destinés aux adultes et certains se distinguent des éditeurs de comics mainstream surtout par le respect du droit des auteurs.
Dans les années 1990, pour assurer leur assise financière, des éditeurs de comics alternatifs publient des bandes dessinées pornographiques. 

### Fin du carcan du comics code
Les magasins de comics ne se contentent pas de vendre des indépendants ; ils proposent aussi les comics des grandes maisons d'édition comme Marvel Comics ou DC Comics. Ceux-ci distribuent leurs comics aussi bien chez ces nouveaux venus que dans le circuit classique des drugstores, supermarchés et marchands de journaux. La responsable éditoriale Karen Berger convainc cependant les responsables de la société de publier des séries qui traiteraient des sujets plus  adultes et qui devraient se passer de l'approbation du Comics Code. Ces séries, réunies plus tard dans la collection Vertigo sont portées par des auteurs anglais comme Alan Moore, Neil Gaiman, Jamie Delano, Peter Milligan et Grant Morrison. Les thèmes (horreur, fantastique), les styles d'écriture complexes comme ceux de Moore ou Gaiman et la liberté dans les choix graphiques (nudité, scènes d'horreur ou personnages monstrueux sans être constants peuvent se retrouver sans contrainte) font que ces séries sont destinées à des adultes comme l'indique l'avertissement sur les couvertures suggested for mature readers.
Les ventes de comics vont progressivement se faire de plus en plus dans les magasins spécialisés. Les éditeurs mainstream
y sont en concurrence avec des éditeurs indépendants qui n'adhèrent pas au Comics Code et ont donc une plus grande liberté de ton. Comme les ventes dans le circuit classique ne sont plus nécessaires pour assurer la survie des éditeurs, ceux-ci les uns après les autres décident d'abandonner le code. Marvel en 2001 lance la collection MAX
reprenant les héros Marvel mais dans des aventures pour adultes. Marvel quitte le code la même année et crée son propre système d'avertissement pour dire à quelle tranche d'âge appartiennent chaque comics. Quelques mois plus tard, DC et Archie Comics font de même et le Comics Code disparaît.
La fin de cet organisme de censure ne signifie pas que tous les comics s'adressent aux adultes mais que tous les éditeurs sont libres de publier des séries pour des âges différents et que les adultes peuvent en trouver aussi pour eux.